# Donata Govoni
Donata Govoni (Pieve di Cento, 3 marzo 1944) è un'ex velocista e mezzofondista italiana, 25 volte campionessa nazionale, 49 volte maglia azzurra (4 Olimpiadi e 4 Europei) e autrice di due record nazionali, nei 400 metri (53"2 nel 1970) e 800 metri (2'03"9 nel 1971).

## Biografia
Il capostazione di Marzabotto la vide vincere nella corsa contro i compagni maschi di scuola davanti ai binari e la indirizzò all'amico allenatore Luciano Martelli. Fu così che iniziò la carriera sportiva di Donata Govoni, durata diciotto anni, nel corso della quale vinse 32 titoli individuali sulle distanze di corsa dai 100 agli 800 metri, senza contare le staffette, e stabilì diversi record italiani all'aperto e indoor.
Sposata nel 1971 con Enore Sandrini (deceduto nel 2021) anche lui ex-velocista, con il quale ha avuto una figlia, Carolina, e vive a Ponte di Legno.

### Carriera sportiva
Iniziò la carriera come specialista della velocità, tramutandosi poi, col passare degli anni, in specialista delle gare di velocità prolungata (400 metri piani) e di mezzofondo veloce (800 metri piani). Indossò 49 volte la maglia della Nazionale di atletica, con la quale fu quinta nei 400 metri agli Europei del 1969, e partecipò 3 volte alle Olimpiadi: Roma 1960 (come riserva nella staffetta 4x100), Messico 1968 (400 m., eliminata in batteria con 54"7 ) e Monaco 1972: gareggiò prima negli 800 metri dove venne eliminata in batteria con 2'05"2 (per coincidenza nella sua serie si ritrovò con la campionessa uscente e con la futura vincitrice della medaglia d'oro) e poi nei 400 metri dove, dopo aver passato il primo turno con 53"98, venne poi eliminata nei quarti di finale correndo in 53"78.
In carriera ha stabilito due record italiani:
- 400 metri piani: 53"2 - Bucarest, 2 agosto 1970[6]
- 800 metri piani: 2'03"9 - Torino, 2 giugno 1971[6]

Il suo viene considerato un talento naturale non del tutto espresso, anche per una scarsa propensione ad allenarsi duramente. Lei stessa racconta in un'intervista recente: «Non mi sacrificavo poi tanto... mi veniva tutto con naturalezza (...) se non mi controllavano a vista, per evitare qualche ripetuta ero capace di nascondermi dietro la siepe». A conferma di ciò negli anni 2000, il canale satellitare Rai Sport Sat, in una puntata della trasmissione Memorie, ha riproposto un documentario del 1968 a lei interamente dedicato, ove la Govoni, allora soltanto ventiquattrenne, già manifestava propositi di ritiro.

## Palmarès

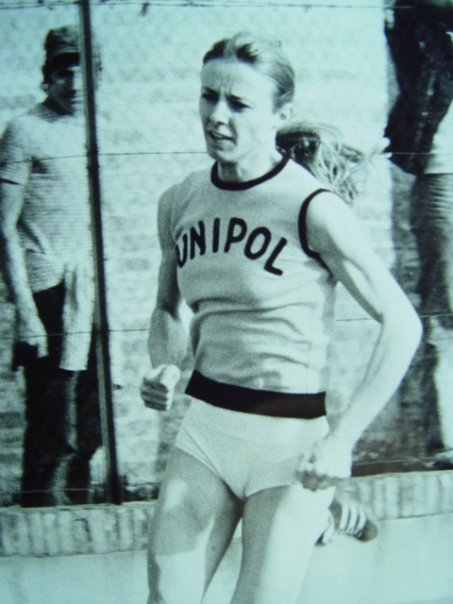
Donata Govoni nell'aprile del 1972 in uno scatto di Gustavo Pallicca

| Anno | Manifestazione          | Sede              | Evento    | Risultato        | Prestazione | Note  |
| ---- | ----------------------- | ----------------- | --------- | ---------------- | ----------- | ----- |
| 1967 | Giochi del Mediterraneo | Tunisi            | 100 metri | Argento          | 11"96       | [ 7 ] |
| 1968 | Giochi olimpici         | Città del Messico | 400 metri | batteria         | 54"7        |       |
| 1969 | Europei                 | Atene             | 400 metri | 6ª               | 53"6        | [ 8 ] |
| 1971 | Europei indoor          | Sofia             | 800 metri | 6ª               | 2'09"2      | [ 9 ] |
| 1971 | Giochi del Mediterraneo | Smirne            | 400 metri | Argento          | 54"4        | [ 7 ] |
| 1971 | Giochi del Mediterraneo | Smirne            | 800 metri | Argento          | 2'04"9      | [ 7 ] |
| 1972 | Europei indoor          | Grenoble          | 800 metri | 6ª               | 2'09"69     | [ 9 ] |
| 1972 | Giochi olimpici         | Monaco            | 400 metri | quarti di finale | 53"78       |       |
| 1972 | Giochi olimpici         | Monaco            | 800 metri | batteria         | 2'05"24     |       |

## Campionati nazionali
- 7 volte campionessa nazionale nei 100 metri piani (1961, 1962, 1963, 1965, 1966, 1967, 1969)
- 5 volte campionessa nazionale nei 200 metri piani (1961, 1963, 1965, 1966, 1967)
- 7 volte campionessa nazionale nei 400 metri piani (1966, 1967, 1968, 1969, 1971, 1973, 1974, 1975)
- 2 volte campionessa nazionale negli 800 metri piani (1970, 1972)
- 2 volte campionessa nazionale indoor nei 400 metri piani (1970, 1973)
- 2 volte campionessa nazionale indoor negli 800 metri piani (1971, 1972)

## Altre competizioni internazionali
1970
- Bronzo in Coppa Europa ( Bucarest), 400 metri - 53"2 [10]